# Chiesa di Santa Maria delle Grazie (Isola del Gran Sasso d'Italia)
La chiesa di Santa Maria delle Grazie è una chiesa ubicata a Isola del Gran Sasso d'Italia, nella frazione di Casale San Nicola.

## Storia e descrizione
La chiesa venne edificata negli anni '60 del XX secolo.
Posta a un'altezza di 860 metri, viene anche chiamata chiesetta dell'autostrada in quanto è ben visibile all'uscita del traforo del Gran Sasso, sull'autostrada A24, in direzione Teramo. L'accesso avviene tramite una rampa di scala; esternamente è rivestita in pietra ed è caratterizzata, nella parte anteriore, da un arco a tutto sesto in laterizio: il portale d'ingresso è sormontato da una lunetta nella quale sono presenti quarantuno maioliche ritraenti la Madonna con il Bambino, San Gabriele e San Nicola, a sua volta sormontata da una trifora. Internamente è a navata unica, pavimentata in cotto, e con tetto a doppia falda sostenuto da capriate in legno: lungo un lato della navata dei finestroni rettangolari illuminano l'aula liturgica, mentre sull'altro lato è presente l'accesso alla sacrestia. Sul fondo, rialzato rispetto alla navata, è il presbiterio, costituito da un catino absidale semicircolare con semicupola. Nella chiesa si conserva un mosaico maiolicato, attribuito da Nicola Cappelletti, raffigurante San Nicola e due suoi miracoli, precedentemente custodito all'interno dell'eremo di San Nicola. Esternamente, sul lato sinistro, è presente un campanile tripartito: il primo livello è caratterizzato da pietre a vista, il secondo da mattoni, con due monofore, con altrettante campane, e un terzo livello in laterizi, con una singola monofora e una campana.